# 4924-es mellékút (Magyarország)
A 4924-es mellékút egy csaknem 15 kilométeres hosszúságú, négy számjegyű mellékút Szabolcs-Szatmár-Bereg vármegye keleti részén, közvetlenül a román határ mellett; Csengert köti össze két környező kisebb településsel.

## Nyomvonala
Ura közigazgatási határai közt ágazik ki a 4923-as útból, annak a 9+150-es kilométerszelvénye közelében, kelet felé. 1,3 kilométer után éri el a község első házait, ahol a Kossuth Lajos utca nevet veszi fel; a központ keleti részéig továbbra is keleti irányt követ, majd nagyjából 3,4 kilométer után délnek fordul, és még a negyedik kilométere előtt ki is lép a belterületről. 4,3 kilométer után átlépi Csengerújfalu határait, ahol szinte egyből lakott területek közé érkezik, s itt is a Kossuth Lajos utca nevet veszi fel. Hamarosan visszatér a keleti irányhoz, sőt a faluközpontot elhagyva már északkeletnek húzódik, így is lép ki a belterületről, megközelítőleg 6,8 kilométer után.
7,6 kilométer megtételét követően éri el Csenger határszélét, 9,7 kilométer után kiágazik belőle kelet felé a 49 341-es számú mellékút a Mátészalka–Csenger-vasútvonal Csenger vasútállomásának kiszolgálására, majd szinte azonnal keresztezi is a vasút vágányait, onnantól pedig már a város házai közt húzódik, Tisza út néven. A belvároshoz közeledve, egy enyhe iránytörés után a Rákóczi út nevet veszi fel, majd a központban, 11,4 kilométer után egy közel derékszögű irányváltással északnyugatnak fordul, onnantól Ady Endre út a települési neve. A 13. kilométerét elhagyva lép ki a város területéről, utolsó métereinek teljesítése előtt áthalad egy körforgalmon, Csenger, Pátyod és Szamosangyalos hármashatára mellett, majd véget is ér, ez utóbbi község külterületén, beletorkollva a 49-es főútba, annak a 47+700-as kilométerszelvénye közelében.
Teljes hossza, az országos közutak térképes nyilvántartását szolgáló kira.kozut.hu adatbázisa szerint 14,623 kilométer.

## Története
A Kartográfiai Vállalat 1990-ben megjelentetett Magyarország autóatlasza teljes hosszában kiépített, pormentes útként jelöli.

## Települések az út mentén
- Ura
- Csengerújfalu
- Csenger
- (Pátyod)
- (Szamosangyalos)